# آ.آ.آ. ماساژدهنده حرفه‌ای، زیبا، آماده ارائه خدمات…

پائولا سناتوره در صحنه‌ای از فیلم

آ.آ.آ. ماساژدهنده حرفه‌ای، زیبا، آماده ارائه خدمات… (ایتالیایی: A.A.A. Massaggiatrice bella presenza offresi...) فیلمی جالو به کارگردانی دموفیلو فیدانی است که در سال ۱۹۷۲ منتشر شد. دائره المعارف فیلم‌های ایتالیایی ژانر این فیلم را «ترسناک شهوانی» می‌داند. این فیلم همچنین مولفه‌هایی از سبک‌های اسلشر و ترسناک دارد.

## خلاصه داستان
کریستینا یک دختر تلفنی است که مشتریانش یک‌به‌یک، به طرز مرموز و بی‌رحمانه‌ای به قتل می‌رسند...

## گزیدهٔ بازیگران
- پائولا سناتوره در نقش کریستینا گراتسیانی
- سیمونتا ویتلی در نقش پائولا[۴]
- اتوره مانی
- ییوونه سانسون
- جانکارلو پرته
- ماریو والدرمارین
- فرانکو رسل
- هاوارد راس
- جک بتس
- انتسو پولکرانو
- کارلا مانچینی